# Ridgefield (Connecticut)
Ridgefield ist eine kleine Stadt in der Nähe von New York City im Fairfield County, Connecticut. Das U.S. Census Bureau hat bei der Volkszählung 2020 eine Einwohnerzahl von 25.033 ermittelt.

## Geschichte
Ridgefield wurde 1708 gegründet, nachdem eine Gruppe von Siedlern Land von den Ramapoo Indianern erworben hatte. Das bekannteste historische Ereignis war die Schlacht von Ridgefield am 27. April 1777, ein Scharmützel während des Amerikanischen Unabhängigkeitskriegs zwischen kolonialen Milizen und britischen Truppen, die von einem Überfall auf ein koloniales Versorgungslager aus dem nahegelegenen Danbury zurückkehrten. Das Keelern Tavern Museum am Schauplatz des Gefechts erinnert noch heute an dieses Ereignis.

## Geografie
Die Stadt erstreckt sich nach Angaben des United States Census Bureau über eine Fläche von ca. 90 Quadratkilometer (35 Quadratmeilen), davon sind 1,4 Quadratkilometer Wasserflächen. Die Stadt grenzt im Westen an Westchester County (Staat New York), im Norden an Danbury, im Süden an Wilton und im Osten an Redding (alle Staat Connecticut).

## Bevölkerung
Nach der Volkszählung aus dem Jahr 2000 hat die Stadt Ridgefield 23.643 Einwohner, die in 8433 Haushalten und 6611 Familien leben. Die Bevölkerungsdichte beträgt 265 Einwohner pro Quadratkilometer (686 pro Quadratmeile).
Die überwiegende Mehrheit der Bevölkerung ist weiß (ca. 96 Prozent), größte Minderheit ist die hispanische/Latino-Gemeinde (ca. 2 %). In vielen Haushalten leben Kinder unter 18 Jahren (43 %). Ca. 70 % der Haushalte sind verheiratete Paare, nur in ca. 19 % der Haushalte leben Singles. Auf 100 erwachsene Frauen kommen 89 Männer. Das Durchschnittsalter der Bewohner ist 39 Jahre. Das durchschnittliche Haushaltseinkommen beträgt ca. 107.000 US-Dollar (ca. 128.000 pro Familie).

## Berühmte Einwohner
Mehr oder weniger berühmte Einwohner der Stadt sind unter anderem Carolyn Kepcher, bekannt aus der NBC-Fernsehshow The Apprentice, der Autor Maurice Sendak, am bekanntesten für sein Buch Where the Wild Things Are, der Unternehmer Jay S. Walker, Gründer der Firma Priceline.com, der Schauspieler und Drehbuchautor Harvey Fierstein, der Komponist und Dichter Stephen Schwartz, die Cartoonistin Roz Chast sowie der Schriftsteller Mark Salzman.         Ebenso wurde der Politiker Joel Abbot hier geboren.
Frühere Einwohner waren unter anderem der Berater von Präsident John F. Kennedy, Theodore Sorenson, der Fernsehjournalist Morton Dean, der Verleger George Doubleday, die Sopranistin Geraldine Farrar, der Schriftsteller Howard Fast, Jolie Gabor, Mutter von Zsa Zsa Gabor, der Architekt Cass Gilbert, der Antiquar Hans Peter Kraus, die Gouverneure von Connecticut George Lounsbury und Phineas Lounsbury, der Kinderbuchautor Richard Scarry, der Komponist Maxim Schostakowitsch, Sohn Dmitri Schostakowitschs, der Literaturnobelpreisträger Eugene O’Neill und Henry Luce, Gründer des US-amerikanischen Nachrichtenmagazins TIME, sowie der bekannte Hollywoodschauspieler Robert Vaughn. Der Journalist und Autor Peter Wyden lebte und starb hier.
In Ridgefield geboren wurden der Politiker und Vizegouverneur des Bundesstaates Connecticut Edwin O. Keeler und die Science-Fiction-Autorin Diane Detzer.

## Bildungswesen
Ridgefield verfügt über neun öffentliche Schulen. Die sechs Grundschulen heißen Veterans Park, Branchville, Farmingville, Scotland, Barlow Mountain und Ridgebury. Die sogenannten „Middle Schools“ sind Scotts Ridge und East Ridge. Die Gesamtschule ist die Ridgefield High School, Heimat der Sportmannschaft der Ridgefield Tigers.